# Tulniki
Tulniki – wieś w Polsce położona w województwie lubelskim, w powiecie parczewskim, w gminie Siemień.
W latach 1975–1998 miejscowość administracyjnie należała do województwa bialskopodlaskiego.
Wieś stanowi sołectwo w gminie Siemień. Według Narodowego Spisu Powszechnego z roku 2011 wieś liczyła 174 mieszkańców.
Wierni Kościoła rzymskokatolickiego należą do parafii Przemienienia Pańskiego w Siemieniu.

## Historia
Wieś notowana w początkach XV wieku w roku 1409 jako „Tulniky”, 1466 „Tulnyki”, 1531 „Thulnik”, stanowiła własność szlachecką, w roku 1409 posesorem zastawnym była za 30 grzywien Małgorzata ze Spiczyna. W roku 1482 w działach występuje Tomasz Tulnicki po nim w 1468 urodzony Łazarz i Stanisław z Tulnik. W księgach poborowych w roku 1531 odnotowano pobór z 2 łanów i 2 młynów. W 1533 pobór z 2 łanów młyna o 1 kole i folusza.
W wieku XIX Tulniki opisno jako wieś i folwark nad jeziorem tej nazwy w powiecie radzyńskim, gmina Siemień, parafii Czemierniki, odległe 22 wiorsty od Radzynia, ma 25 domy 157 mieszkańców 1680 mórg gruntu.
W roku 1827 było 16 domy 167 mieszkańców podległość parafialna w Parczewie. Tulniki wchodziły w skład dóbr Siemień. Folwark Tulniki z nomenklaturą Władysławów w roku 1868 został oddzielony od dóbr Siemień, rozległość mórg 1220 w tym: grunty orne i ogrody mórg 274, łąk mórg 129, past. mórg 59, lasu mórg 481, przestrzenie sporne mórg 246, nieużytki mórg 31; budynków z drewna 12, las nieurządzony, młyn.
Według registru poborowego powiatu lubelskiego z r. 1531 wieś Tulniki, w parafii Czemierniki miała 2 łany i 2 młyny. W roku 1676 Jan Sieniński i Branicki płacą pogłówne od siebie natomiast Stępkowska od siebie, 1 osoby z rodziny, 2 głów szlachty, 7 sług dworskich i 35 poddanych (Pawiński, Małopolska, 350 i 16a).